# Бруталистът
„Бруталистът“ (на английски: The Brutalist) е епична историческа драма от 2024 година на режисьора Брейди Корбет по негов сценарий и на Мона Фастволд. Филмът проследява историята на унгарски евреин архитект, който емигрира в САЩ и изпитва трудности да постигне американската мечта, докато негов богат клиент не му помага. В ролите влизат Ейдриън Броуди, Фелисити Джоунс, Гай Пиърс и други.
Филмът прави дебюта си на филмовия фестивал във Венеция на 1 септември 2024, където Брейди Корбет получава „Сребърен лъв“ за най-добър режисьор. Филмът получава 10 номинации за „Оскар“ през 2025 година и печели три награди „Златен глобус“, сред които и наградата за най-добър филм – драма.
В България филмът е излъчен премиерно на фестивала „Киномания“ през 2024, а официалната му премиера е на 31 януари 2025 година.

## Сюжет
Ласло Тот (Ейдриън Броуди) е еврейски архитект, който бяга в САЩ от Европа по времето на втората световна война. Жена му – Ержебет (Филисити Джоунс) и племенницата му – Жофия (Рафи Касиди) обаче остават в Европа. След като пристига в САЩ Ласло е приет от братовчед си Атила (Алесандро Нивола), който държи собствен мебелен магазин и Ласло става дизайнер на мебели за него. Един ден двамата получават голяма поръчка от сина на богат предприемач за ремонт на библиотеката на баща му – Харисън Лий Ван Бюрен (Гай Пиърс). Бащата обаче разбира за ремонта след като е почти завършен и разярен изгонва от къщата си Атила и Ласло. След като Атила разбира, че Харисън е отказал да плати за ремонта поради нанесени щети на имота му, той хвърля вината върху Ласло и го гони от дома си.
Няколко години по-късно Ласло работи тежка физическа работа и живее в дом за социално бедни като освен това се пристряства към хероина. Харисън го открива на място и му се извинява за своята реакция като освен това му заплаща за извършения ремонт. Той го кани на парти в дома си където го запознава с други влиятелни личости, които помагат на жена му и племенницата му да се присъединят към него в САЩ. Харисън наема Ласло като главен архитект, който да построи огромна сграда с мултифункционално действие състояща се от 4 отделни постройки. Този проект се превръща в маниакална цел за Ласло.
След трудов инцидент с пострадали двама души Харисън решава да се откаже от проекта си, а Ласло приема решението му много тежко и в същото време трябва да се изнесе от имението му. Няколко години по-късно Ласло работи в Ню Йорк като чертожник, а жена му Ержебет е журналистка. Харисън решава да възобнови строителството на проекта си и връща Ласло отново на старата му позиция. Ласло и Харисън заминават за Италия където да изберат мрамор за постройките. По време на парти, при което и двамата се напиват, а Ласло приема и хероин, Харисън изнасилва Ласло. Впоследствие Ласло се отдалечава от Ержебет и става все по-негативен и изнервен. По време на една от здравословните кризи на Ержебет нещата ескалират и двамата решават да емигрират в Израел, за да помагат на вече заминалата там Жофия и мъжа ѝ. Преди заминаването Ержебет отива в имението на Харисън и по време на официална вечеря с други гости го обвинява в изнасилването на съпруга ѝ. Това предизвиква голям смут сред всички, като Харисън изчезва, а близките му започват да го издирват. Съдбата му обаче така и не е разкрита.
Филмът завършва през 1980 година когато Ласло е много стар и в инвалидна количка. Неговите творби се показват на архитектурно биенале във Венеция, а племенницата му Жофия държи реч в негово присъствие.

## В ролите
- Ейдриън Броуди – Ласло Тот
- Фелисити Джоунс – Ержебет Тот, жената на Ласло
- Гай Пиърс – Харисън Лий Ван Бюрен
- Джо Алуин – Хари Лий Ван Бюрен
- Рафи Касиди – Жофия Тот
- Ариане Лабед – Жофия Тот като възрастна
- Стейси Мартин – Маги Ван Бюрен
- Алесандро Нивола – Атила
- Ема Лейрд – Одри
- Исаак де Банколе – Гордън
- Джонатан Хайд – Лесли Уудроу
- Майкъл Еп – Джим Симпсън